# Diadem

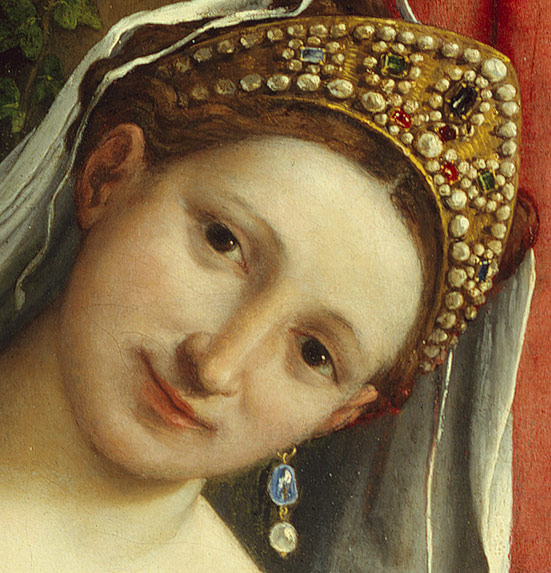
Diadem

Diadem (z fr. diadème od stgr. διάδημα diádēma, łac. dĭădēmă – przepaska, przewiązka) – ozdobna opaska z drogiej tkaniny lub obręcz ze szlachetnego metalu (złota, srebra), na ogół dodatkowo wysadzana szlachetnymi kamieniami.
Noszona na głowie jako oznaka władzy królewskiej (książęcej, cesarskiej) lub kapłańskiej (pierwowzór korony). Znana od czasów starożytnych; od średniowiecza coraz częściej używana jako ozdoba fryzury – zwłaszcza kobiecej, aż do czasów dzisiejszych.

## Historia

### Starożytność

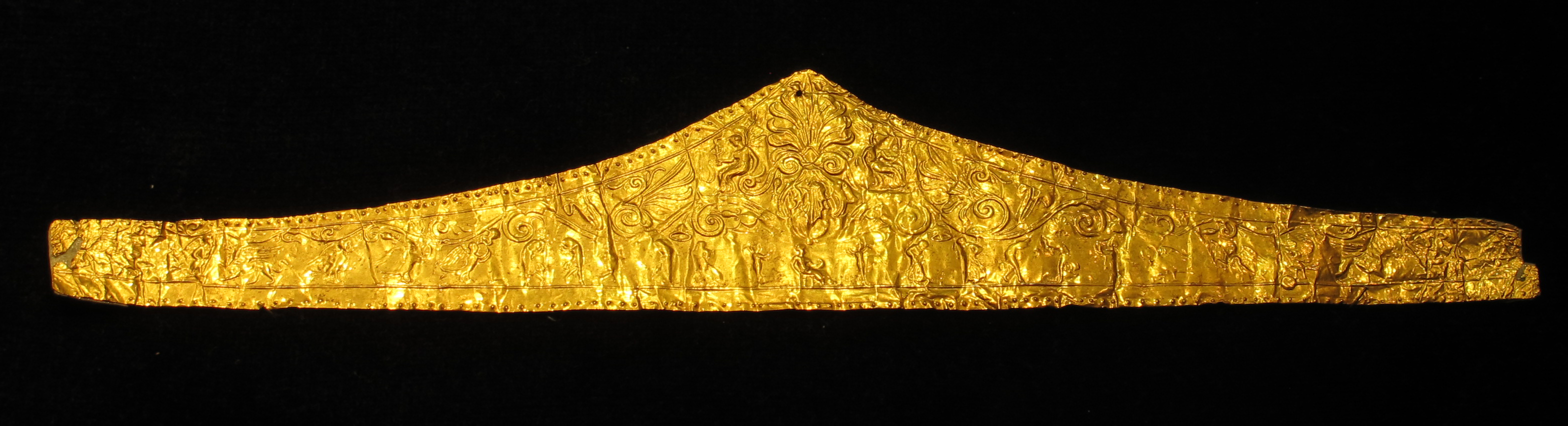
Grecki diadem (IV-III w. p.n.e.)

W antyku nie tylko ozdoba kobieca, lecz noszona i przez mężczyzn, m.in. jako oznaka zwycięstwa (por. Doryforos Polikleta), a także wyróżnik stanu kapłańskiego. Od czasów Aleksandra Wielkiego przejęta ze starożytnego Wschodu (Persja) jako oznaka godności królewskiej, z szerokim zastosowaniem w epoce hellenistycznej, a następnie przez Rzymian (wstęga biała, natomiast u Persów purpurowa). Jako oznaka władzy zwierzchniej (panującego) nie była jeszcze używana we wczesnym cesarstwie; oficjalną częścią ubioru cesarza stała się dopiero za Dioklecjana, a zwłaszcza od panowania Konstantyna Wielkiego. Przybrała wtedy formę ozdobniejszą, dekorowana dwoma sznurami pereł lub cennych kamieni.

### Okres późniejszy

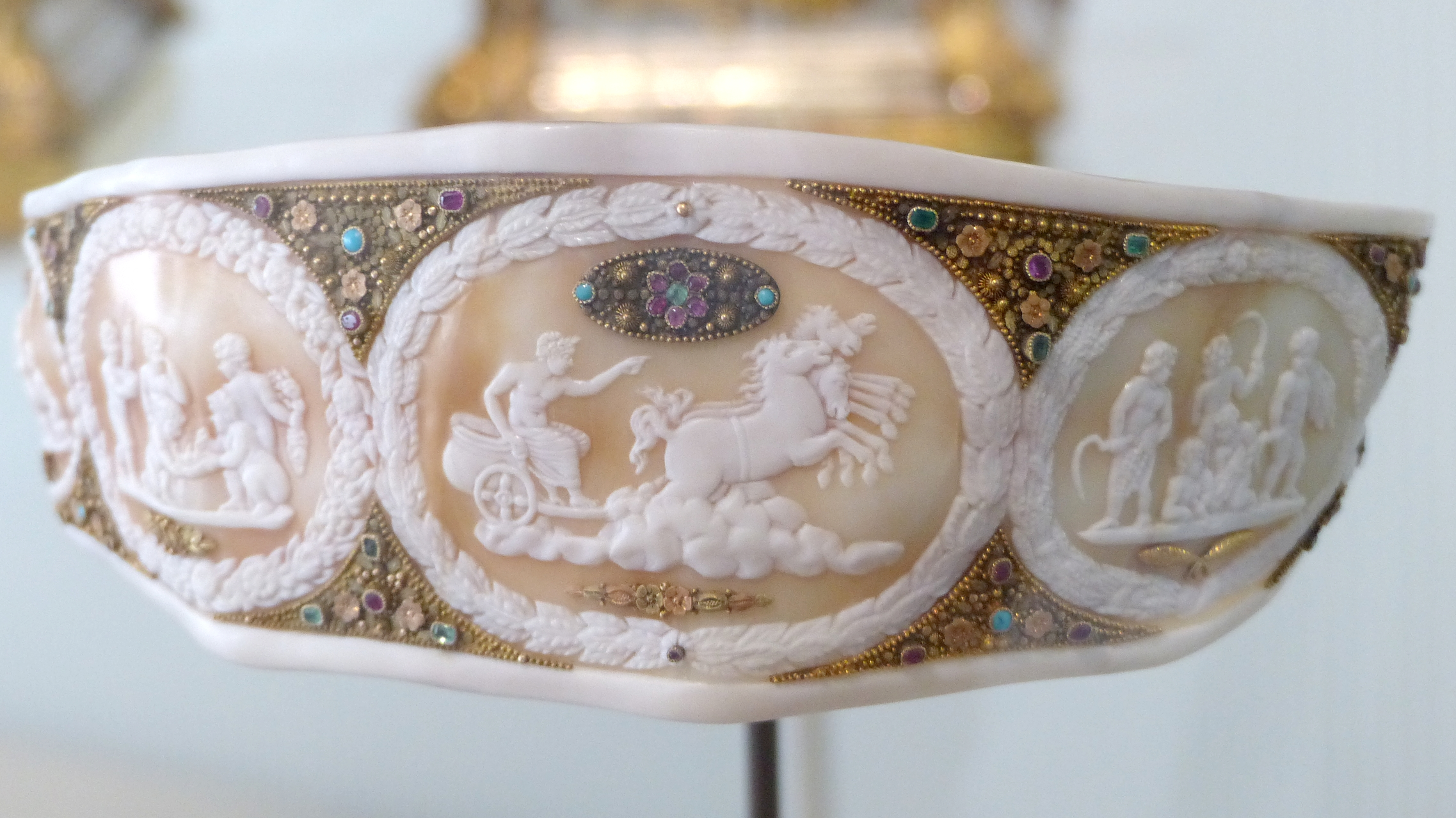
Nowożytny (stylizowany antycznie) diadem cesarzowej Józefiny

Z cywilizacji rzymskiej został zapożyczony przez władców europejskiego średniowiecza. Zdobiony perłami diadem używany był przez cesarzy bizantyjskich (przykładem mozaiki z kościoła San Vitale w Rawennie) oraz przez królów wizygockich i longobardzkich (diademy obręczowe, wysadzane klejnotami). W Polsce nosili go zamiast korony Piastowie w okresie rozbicia dzielnicowego.
W czasach nowożytnych zatracił swą dotychczasową funkcję wyróżniającą godność. W XIX i XX wieku używany przez kobiety, głównie pochodzące spośród szlachty i zamożnej burżuazji, przy uroczystych okazjach, stanowiąc efektowne uzupełnienie stroju i urody kobiecej. Charakterystyczny dla modernistycznego zdobnictwa w stylistyce tzw. art déco i Jugendstil. W tej funkcji używany do dziś.
W modzie staropolskiej rodzajem niewielkiego diademu kobiecego było tzw. czółko – opaska na czoło, która w uroczystym stroju ludowym miała postać wyższego przybrania z dekoracyjnymi wstążkami i kwiatami.